# Opération Formosa
 (décembre 2024).

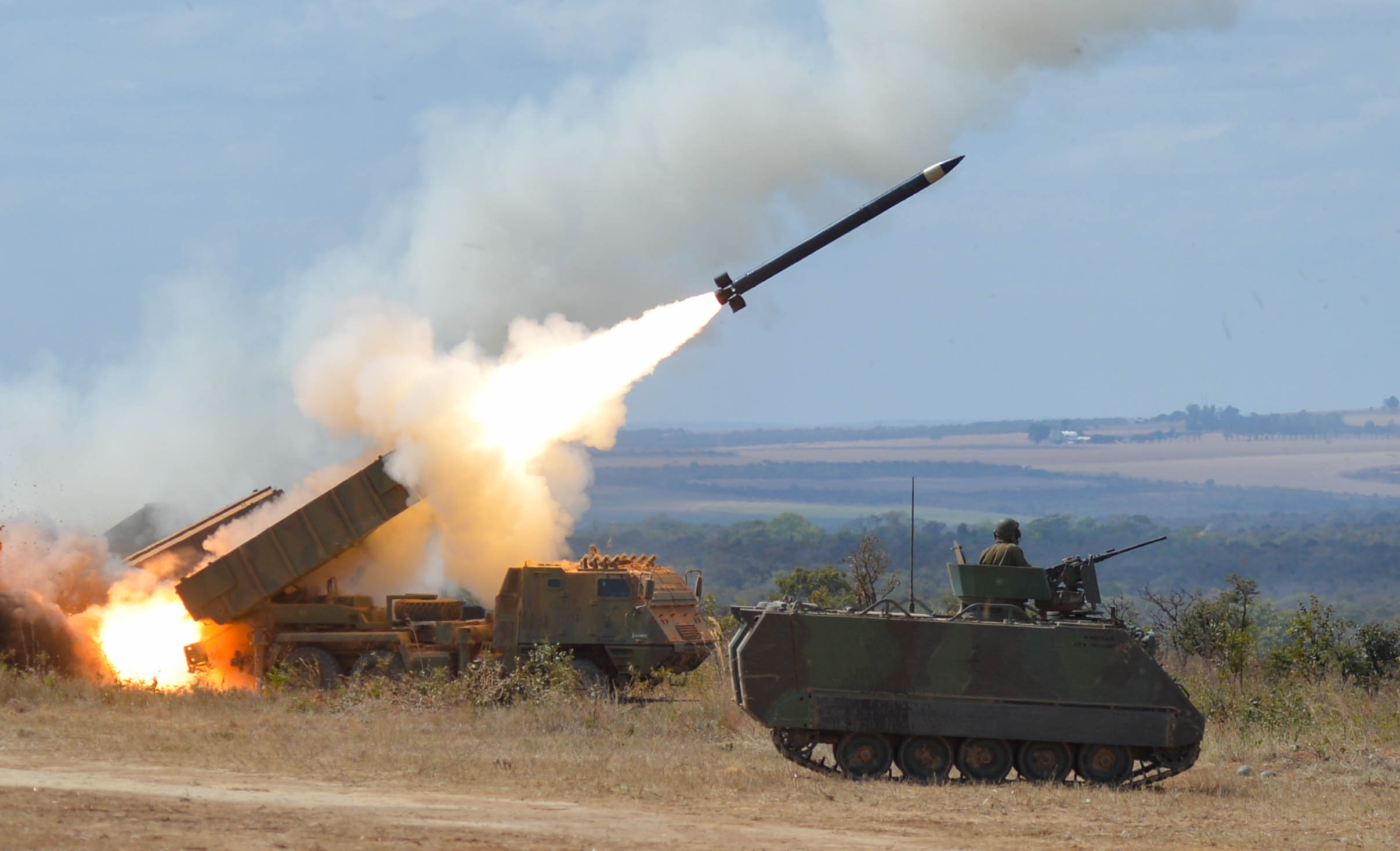
Lance-roquettes multiples ASTROS 2020 (à gauche) et blindé M-113 (à droite) du Corps des Fusiliers Marins du Brésil dans l'opération Formosa 2022.

L'Opération Formosa (portugais : Operação Formosa) est un exercice militaire réalisé chaque année depuis 1988 par le Corps des Fusiliers Marins brésilien au camp d'entraînement de la ville de Formosa, à Goiás ; étant la plus grande manœuvre militaire de la Marine brésilienne sur le Plateau Central et sa principale manœuvre terrestre,.
L'objectif principal de cette opération est de former les militaires de la Force de Fusiliers de l'Escadre (portugais : Força de Fuzileiros da Esquadra, FFE). Selon une note de la Marine brésilienne, cette opération a :

« [Le] but d'assurer la préparation du Corps des Fusiliers Marins en tant que force stratégique, prête à l'emploi et de nature amphibie et expéditionnaire, comme le prévoit la Stratégie de Défense nationale. »

En 2021, pour la première fois, l'opération a bénéficié de la participation de l'Armée de Terre brésilienne et de l'Armée de l'Air brésilienne.